# I. e. 1830

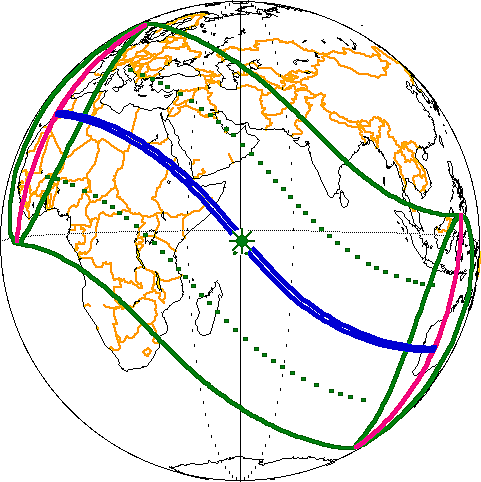
Az i. e. 1830-as napfogyatkozás árnyéksávja

I. e. 1830. október 18-án az ókori Keleten napfogyatkozás volt. Egyiptomban és Levante déli részén teljes, az ettől északabbra eső területeken, így Mezopotámiában és Anatóliában részleges-